# 374848 Arturomalignani
374848 Arturomalignani este o planetă minoră (asteroid) din centura de asteroizi. A fost descoperită pe 2 noiembrie 2006 la  de  și a fost numită după Arturo Malignani⁠(d). 
Obiectul prezintă o orbită caracterizată de o semiaxă mare de 2,3510890655417 UAi, o excentricitate de 0,15822211553849, o înclinație de 3,4441082223315 ° în raport cu ecliptica.